# Breakout (Band)
Breakout war eine polnische Blues-Folk-Rock-Band.

## Geschichte
Breakout wurde 1968 in Rzeszów durch die Mitglieder der Band Blackout gegründet. Bereits ein Jahr später landete Breakout mit dem Lied Gdybyś kochał, hej („Liebtest du denn …“) auf dem Platz eins der polnischen Hitliste. Das Lied war im Folk-Rock-Stil gehalten und griff gleichzeitig Einflüsse polnischer Volksmusik auf. Dies war in der damaligen Volksrepublik Polen ein beliebter Kunstgriff, um die offiziell als „Nachahmung westlichen Lebensstils“ verpönte Rockmusik für die Zensur akzeptabel zu machen. Neben Breakout bedienten sich unter anderem die Band Skaldowie sowie der Sänger und Multiinstrumentalist Czesław Niemen dieser Lösung.
Der musikalische Stil von Breakout wurde vorwiegend durch den Frontmann Tadeusz Nalepa geprägt und beruhte auf einer Mischung aus Blues und Folk mit Einflüssen der Rock-Musik. Neben charakteristischem Gitarrenspiel von Nalepa wurde die Musik durch die Stimme der Sängerin Mira Kubasińska bestimmt. Maßgeblich zum künstlerischen Erscheinungsbild der Band trugen die auf Polnisch vorgetragenen Texte des Dichters Bogdan Loebl bei. Neben Liebesliedern und auf Volksmusik basierenden Reimen behandelten die Texte von Loebl heikle Themen wie Umweltzerstörung (Takie moje miasto jest), Korruption und Emigration. Der Textautor Loebl wurde konsequent auf allen LPs von Breakout als Bandmitglied gelistet.
Bereits 1970, nach nur einer veröffentlichten LP, geriet Breakout anhand des offen nonkonformistischen Lebens- und Kleidungsstil der Musiker sowie wegen der angeblich „pro-westlichen Haltung“ in die Kritik des kommunistischen Regimes und wurde für mehrere Monate mit Rundfunk- und Auftrittsverbot belegt. Bereits 1971 konnte die Band jedoch das Album Blues veröffentlichen.
Breakout veröffentlichte in der Folge unregelmäßig LPs auf dem offiziellen Markt der VR Polen und tourte international unter anderem in der DDR und UdSSR, aber auch in den Niederlanden.
Die Band löste sich offiziell 1982 auf. Tadeusz Nalepa setzte seine Solo-Karriere bis zu seinem Tode im Jahr 2007 fort.

## Diskografie

### Alben
- 1967: Blackout
- 1969: Na drugim brzegu tęczy
- 1970: 70A
- 1971: Blues
- 1972: Karate
- 1973: Ogień
- 1974: Kamienie
- 1976: NOL
- 1979: ZOL
- 1980: Żagiel ziemi
- 1984: Jesteś w piekle

### Kompilationen
- 1994: Blackout (2)
- 1995: Ballady
- 1996: Breakout 1969/70